# Líbiai labdarúgó-válogatott
A líbiai nemzeti labdarúgó-válogatott (becenevükön: A zöldek) Líbia nemzeti csapata, melyet a líbiai labdarúgó-szövetség (arabul: الاتحاد الليبي لكرة القدم, magyar átírásban: Ittihád al-Líbí li-Kurat el-Kadam) irányít.
Egy alkalommal sem kvalifikálták magukat a labdarúgó-világbajnokságokra, az egyetlen olyan Észak-Afrikai ország amelyik még nem jutott ki egy világbajnokságra sem. Az Afrikai nemzetek kupája sorozatban eddig két alkalommal vett részt, 2006-ban búcsúzott a csoportkörben, 1982-ben viszont a második helyen végzett, azt követően, hogy a döntőben Ghána ellen a rendes játékidő 1-1-es döntetlennel ért véget, a tizenegyes párbajban viszont 7-6 arányban alul maradt. Az ország lesz a házigazdája a 2013-as afrikai nemzetek kupájának.
A válogatott 1918-ban alakult meg, de az első hivatalos mérkőzésre 1953-ban került sor. A Pánarab játékok első kiírásában, a csoportmérkőzések során Egyiptom ellen 10-2-es arányban maradt alul, a következő mérkőzésen azonban a válogatott megszerezte első győzelmét is a Palesztin labdarúgó-válogatott ellen, 5-2-es végeredménnyel.
2009-ben került megrendezésre első ízben az Afrikai Nemzetek Bajnoksága. A viadalra való kijutásához Líbia megnyerte az Észak-afrikai csapatok selejtezősorozatát, de az Elefántcsontparton megrendezett bajnokságon csoportjának utolsó helyén végzett Ghána, a Kongói DK és Zimbabwe mögött.

## Világbajnoki szereplés
| Év   | Eredmény      |
| ---- | ------------- |
| 1930 | Nem indult    |
| 1934 | Nem indult    |
| 1938 | Nem indult    |
| 1950 | Nem indult    |
| 1954 | Nem indult    |
| 1958 | Nem indult    |
| 1962 | Nem indult    |
| 1966 | Visszalépett  |
| 1970 | Nem jutott be |
| 1974 | Nem indult    |

| Év   | Eredmények                     |
| ---- | ------------------------------ |
| 1978 | Nem jutott be                  |
| 1982 | Visszalépett                   |
| 1986 | Nem jutott be                  |
| 1990 | Visszalépett                   |
| 1994 | ENSZ szankció alapján kizárták |
| 1998 | Nem indult                     |
| 2002 | Nem jutott be                  |
| 2006 | Nem jutott be                  |
| 2010 | Nem jutott be                  |
| 2014 | Nem jutott be                  |
| 2018 | Nem jutott be                  |

## Afrikai nemzetek kupája-szereplés
| Év   | Eredmény      |
| ---- | ------------- |
| 1957 | Nem indult    |
| 1959 | Nem indult    |
| 1962 | Nem indult    |
| 1963 | Nem indult    |
| 1965 | Nem indult    |
| 1968 | Nem jutott be |
| 1970 | Nem indult    |
| 1972 | Nem jutott be |
| 1974 | Visszalépett  |
| 1976 | Nem jutott be |

| Év   | Eredmények    |
| ---- | ------------- |
| 1978 | Nem jutott be |
| 1980 | Nem jutott be |
| 1982 | Ezüstérmes    |
| 1984 | Nem jutott be |
| 1986 | Nem jutott be |
| 1988 | Visszalépett  |
| 1990 | Visszalépett  |
| 1992 | Nem indult    |
| 1994 | Nem indult    |
| 1996 | Nem indult    |

| Év   | Eredmények    |
| ---- | ------------- |
| 1998 | Nem indult    |
| 2000 | Nem jutott be |
| 2002 | Nem jutott be |
| 2004 | Nem jutott be |
| 2006 | Csoportkör    |
| 2008 | Nem jutott be |
| 2010 | Nem jutott be |
| 2012 | Csoportkör    |
| 2013 | Nem jutott be |
| 2015 | Nem jutott be |

## Mérkőzések

### Következő mérkőzések
| Időpont             | Kiírás                                      | Helyszín | Ellenfél |
| ------------------- | ------------------------------------------- | -------- | -------- |
| 2010. szeptember 3. | 2012-es afrikai nemzetek kupája (selejtező) | Mozambik | Mozambik |
| 2010. október 8.    | 2012-es afrikai nemzetek kupája (selejtező) | Líbia    | Zambia   |

## Játékosok

### Jelenlegi keret
| Szám | Poszt | Név                      | Születési dátum (Kor) | Vál. | Klub                |
| ---- | ----- | ------------------------ | --------------------- | ---- | ------------------- |
| 1    | K     | Szamir Abúd              | 1972. szeptember 29.  |      | al-Ittihád Tripoli  |
| 2    | V     | Hesam Sabán              | 1980. augusztus 8.    |      | al-Ittihád Tripoli  |
| 3    | V     | Valíd Zsalál asz-Szbáí   | 1983. március 28.     |      | al-Ahli Tripoli     |
| 4    | V     | Umár Daúd                | 1983. április 9.      |      | al-Ahli Tripoli     |
| 5    | V     | Júnesz as-Síbáni         | 1981. június 27.      |      | al-Ittihád Tripoli  |
| 6    | KP    | Mohammed esz-Sznáni      | 1984. május 13.       |      | Al Ittihad Tripoli  |
| 7    | KP    | Ali Rahúma               | 1982. október 28.     |      | al-Ittihád Tripoli  |
| 8    | CS    | Rejád el-Láfi            | 1983. július 8.       |      | al-Ittihád Tripoli  |
| 9    | CS    | Szálem Ibrahím ar-Reváni | 1977. február 28.     |      | al-Ittihád Tripoli  |
| 11   | CS    | Ahmed az-Zuvaj           | 1982. december 28.    |      | al-Ittihád Tripoli  |
| 12   | K     | Gumá Músza Igtet         | 1978.                 |      | al-Ahdár al-Bajdá   |
| 13   | KP    | Arafa an-Nákuá           | 1982. január 23.      |      | al-Ittihad Tripoli  |
| 14   | KP    | Manszúr al-Borki         | 1985. július 3.       |      | azs-Zsazíra Zuvárah |
| 15   | V     | Asráf al-Amári           | 1984. október 24.     |      | al-Madina Tripoli   |
| 16   | KP    | Náder at-Tarhúni         | 1979. október 24.     |      | al-Ittihád Tripoli  |
| 17   | CS    | Mohammed Zabíjah         | 1989. március 20.     |      | al-Ittihád Tripoli  |
| 18   | V     | Uszáma al-Hamádi         | 1975. június 7.       |      | al-Ittihád Tripoli  |
| 19   | CS    | Uszáma al-Fazzáni        | 1978. február 23.     |      | al-Ahly Tripoli     |
| 20   | KP    | Mohammed al-Magrábi      | 1985. április 19.     |      | al-Ahli Tripoli     |
| 21   | K     | Abd esz-Szalám Mszalám   | 1984. augusztus 2.    |      | azs-Zsazíra Zuvárah |
| 22   | V     | Ahmed at-Tavergi         | 1981. december 16.    |      | al-Ahli Tripoli     |
| 23   | KP    | Abd en-Nászer Szlíl      | 1981. szeptember 2.   |      | al-Ittihád Tripoli  |

## Külső hivatkozások
- Líbiai Labdarúgó-szövetség
- Líbia a FIFA honlapján Archiválva 2009. június 21-i dátummal a Wayback Machine-ben
- A líbiai válogatott mérkőzései 1953-2007

1. ↑  The FIFA/Coca-Cola World Ranking. FIFA
2. ↑  World Football Elo Ratings. eloratings.net